# Paul van der Helm
Paul van der Helm (Wateringen, 14 maart 1993) is een Nederlands voormalig betaald voetballer die als keeper speelt. In januari 2017 verruilde hij Fortuna Sittard voor HBS.

## Carrière
Paul van der Helm speelde in de jeugd van FC Utrecht, van waar hij in februari 2015 naar FC Eindhoven vertrok. Hier zat hij enkele wedstrijden op de bank, waarna hij in de zomer van 2015 naar Lierse SK vertrok. Hier kwam hij ook niet aan spelen toe, waardoor hij aan Berchem Sport werd uitgeleend. In de zomer van 2016 vertrok hij naar Fortuna Sittard, waar hij zijn debuut in de Eerste divisie maakte op 16 december 2016 in de met 0-4 verloren thuiswedstrijd tegen FC Den Bosch. In januari 2017 liet hij zijn contract ontbinden en kwam zijn profloopbaan ten einde. Hierna ging hij als amateur spelen bij HBS. Sinds 24 januari 2018 komt hij uit voor Quick Boys. Op 28 januari 2025 werd bekend dat Van der Helm vertrekt bij Quick Boys. Van der Helm vertrok naar FC 's-Gravenzande.

### Statistieken
| Seizoen                      | Club            | Land           | Competitie     | Competitie | Competitie | Beker | Beker | Totaal | Totaal |
| Seizoen                      | Club            | Land           | Competitie     | Wed.       | Dlp.       | Wed.  | Dlp.  | Wed.   | Dlp.   |
| ---------------------------- | --------------- | -------------- | -------------- | ---------- | ---------- | ----- | ----- | ------ | ------ |
| 2014/15                      | FC Eindhoven    | Nederland      | Eerste divisie | 0          | 0          | 0     | 0     | 0      | 0      |
| 2015/16                      | Lierse SK       | België         | Tweede klasse  | 0          | 0          | 0     | 0     | 0      | 0      |
| 2015/16                      | → Berchem Sport | België         | Derde klasse   | 9          | 0          | 0     | 0     | 9      | 0      |
| 2016/17                      | Fortuna Sittard | Nederland      | Eerste divisie | 1          | 0          | 0     | 0     | 1      | 0      |
| Carrièretotaal               | Carrièretotaal  | Carrièretotaal | Carrièretotaal | 10         | 0          | 0     | 0     | 10     | 0      |
| Bijgewerkt op 5 januari 2017 |                 |                |                |            |            |       |       |        |        |

## Erelijst
| Nationaal      |    |         |
| Tweede Divisie | 1x | 2024/25 |